# St. Johannis (Braunschweig)

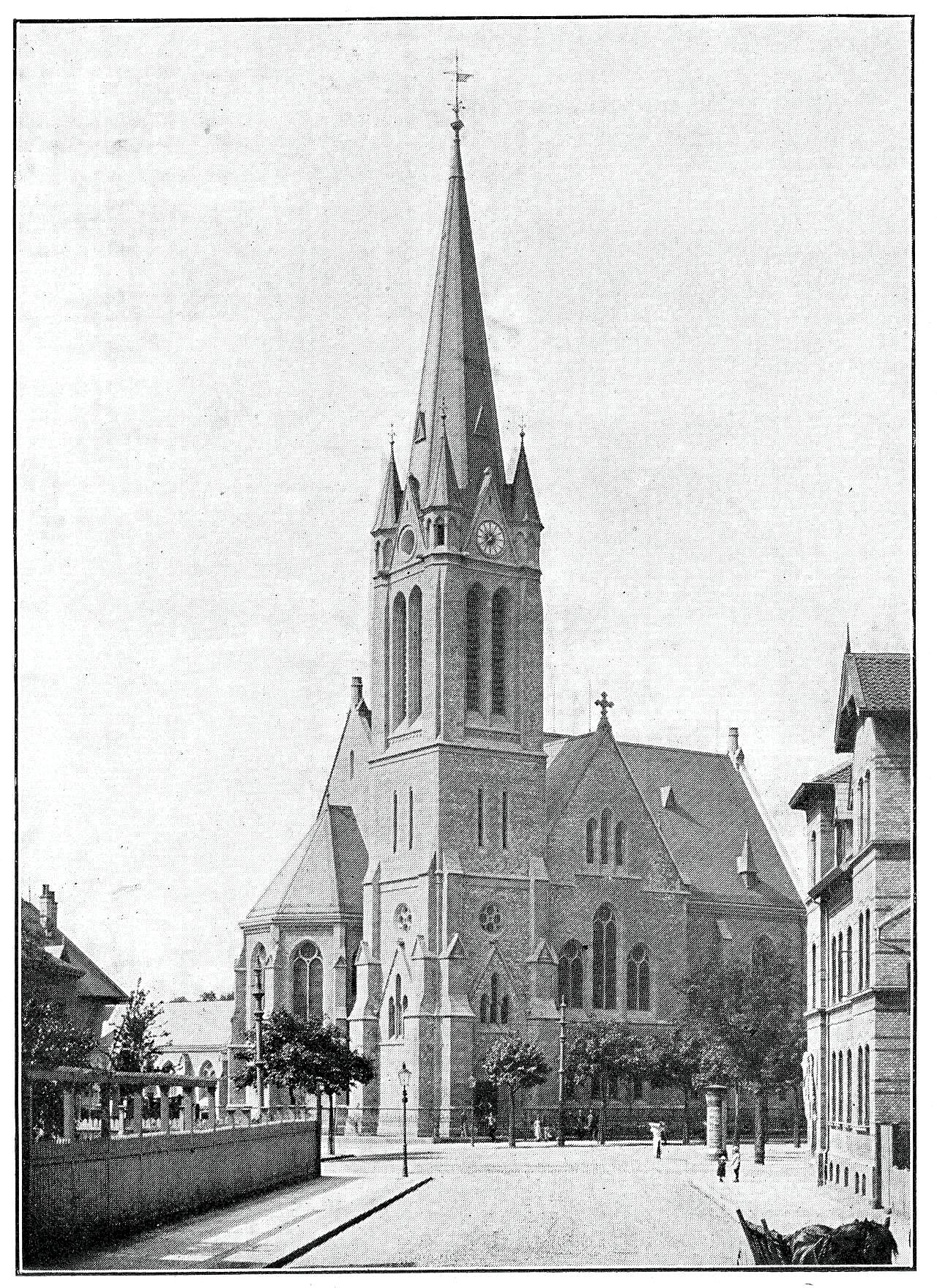
Die Johanniskirche im Jahre 1905

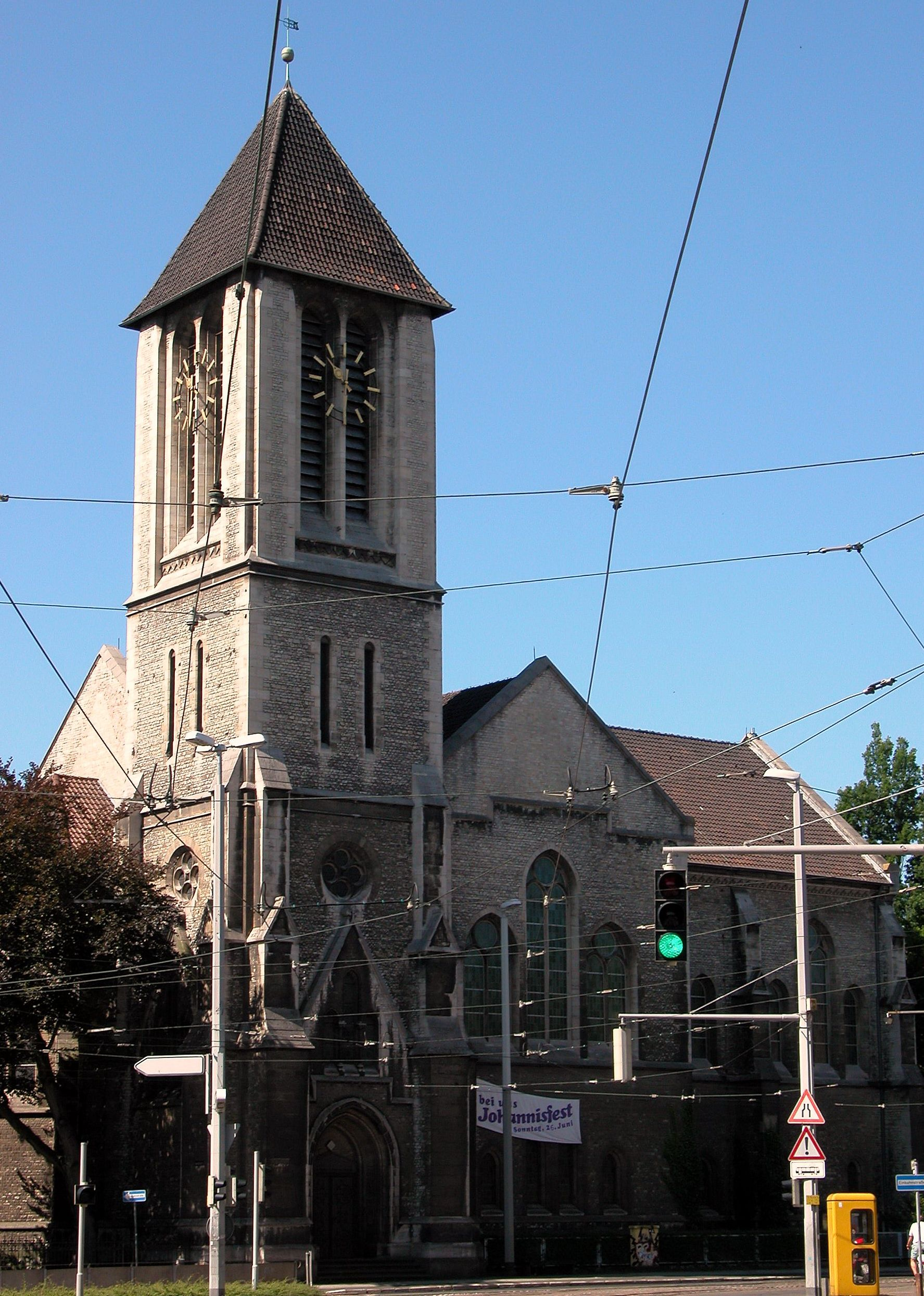
100 Jahre später

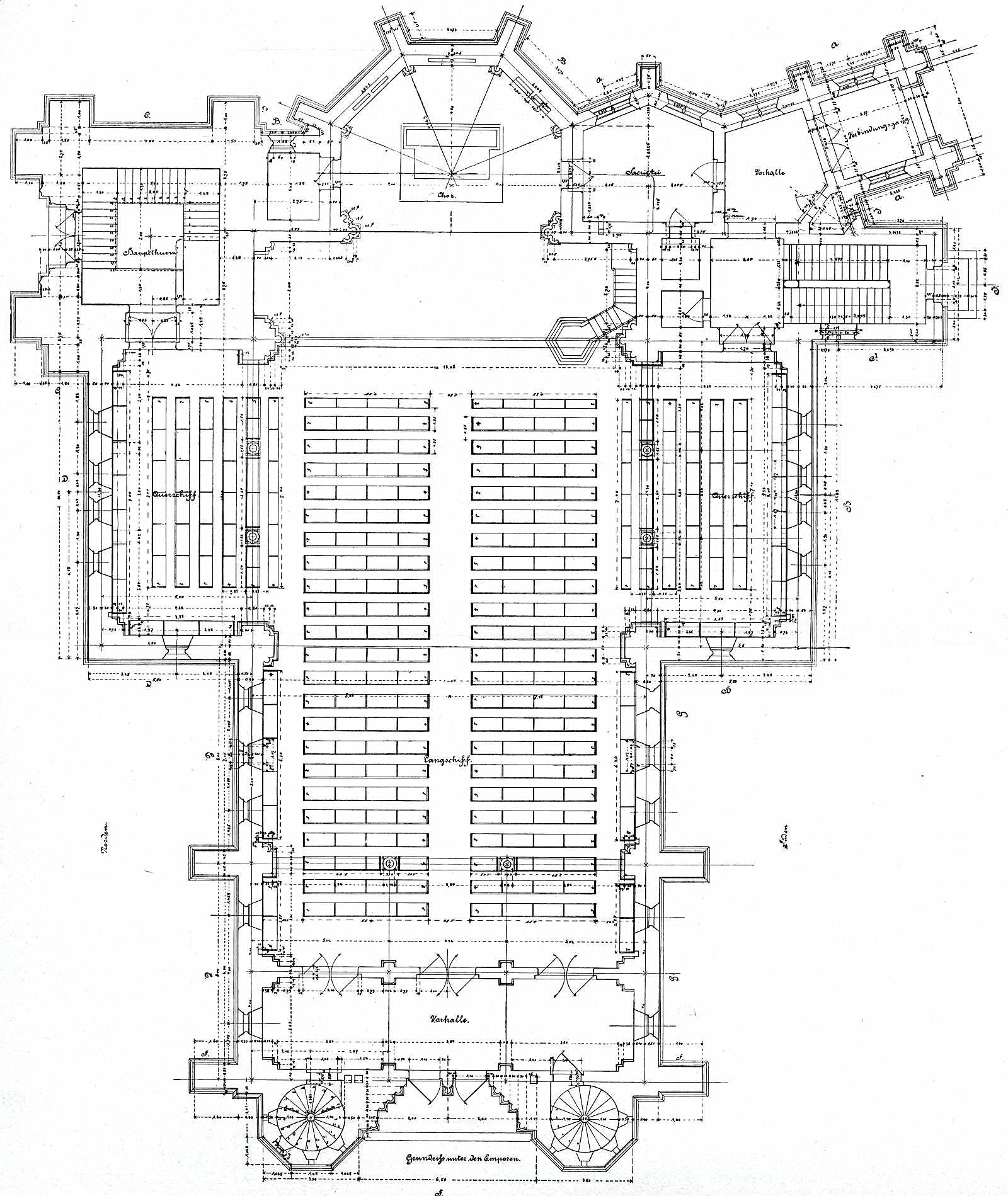
Grundriss

Die Johanniskirche in Braunschweig ist eine evangelische Kirche. Sie ist das erste seit der Reformation neu erbaute protestantische Gotteshaus in der Stadt.

## Geschichte

### Entstehung
Der Grund für diesen Kirchenneubau lag im starken Bevölkerungswachstum im Braunschweig des ausgehenden 19. Jahrhunderts. Die dadurch neu entstandene Gemeinde, die bis dahin auf die aus dem Mittelalter stammenden Innenstadtkirchen St. Magni und St. Katharinen aufgeteilt war, sollte ihr eigenes Gotteshaus erhalten, da Räumlichkeiten sowie „geistliche Versorgung“ durch die beiden Erstgenannten schon lange nicht mehr ausreichend waren.
Erste Beratungen über eine Neugründung begannen bereits im Jahre 1883. Der 10. August 1894 gilt als Gründungstag der Gemeinde durch einen Erlass von Prinz Albrecht von Preußen, der so im Jahre 1895 die Gemeinde St. Johannis ins Leben rief; sie umfasste damals ca. 13.000 Mitglieder. Durch denselben Erlass wurde noch eine zweite Gemeinde in Braunschweig gegründet, nämlich die Pauli-Gemeinde an der damaligen Kaiser-Wilhelm-Straße, der heutigen Jasperallee.

### Architektur
Ein Grundstück für das neue Bauwerk war bald Ecke Leonhardstraße/Kapellenstraße gefunden. Das Kirchengebäude, ein Zentralbau im neugotischen Stil mit der ungefähren Form eines griechischen Kreuzes, wurde von Stadtbaurat und Kirchenbaumeister Ludwig Winter entworfen. Am 3. Mai 1901 begannen die Ausschachtungsarbeiten.
Die Außenbauarbeiten fanden am 2. August 1903 mit der Turmweihe ihren Abschluss, wobei im Knopf des Turmes eine entsprechende Urkunde hinterlegt wurde. Im Frühjahr 1904 erfolgte die Aufstellung der Kanzel, das Kreuzgewölbe wurde ausgemalt, Bildhauerarbeiten ausgeführt und die Chorfenster mit Glasgemälde geschmückt. Ende 1904 wurden drei Glocken durch die Glockengießerei Apolda fertiggestellt und läuten das erste Mal am 25. Januar 1905.
Die Kirche hat eine Grundfläche von 853,3 m², das Mittelschiff ist 13,5 m breit und 26,5 m lang, das Querschiff misst 25 m, die Turmhöhe bis zur Spitze betrug ursprünglich 65 m. Der Turm hatte acht Ecken und besaß darüber hinaus vier kleine Ecktürmchen. Auffällig ist seine besondere Position. Dieser befindet sich statt, wie meist üblich, an der Westseite, gegenüber neben dem Altar an der Nordostecke. Dies rührt daher, dass dort mehrere Straßen zusammentreffen und diese somit auf den Kirchturm deuten.
Die Johanniskirche wurde am 25. Juni 1905 geweiht. Ihren Namen erhielt sie in Anlehnung an die 1784 abgebrochene Johanniskapelle in der Braunschweiger Altstadt. 1905 zählte die Gemeinde circa 15.000 Mitglieder.

### Zweiter Weltkrieg und Nachkriegszeit
Während des Zweiten Weltkrieges wurden Turm und Dach des Kirchenschiffes zerstört sowie Wandmalereien beschädigt. Der Kirchturm wurde in der Formensprache der 1950er Jahre mit einer sehr viel flacheren viereckigen Spitze mit Wetterfahne wieder hergerichtet. Der Kirchenraum erhielt ebenfalls ein flacheres Dach als zuvor. Die Innenräume wurden 1955 mit schlichter Vermalung versehen, auf Wandmalereien wurde verzichtet.
Die Johanniskirche befindet sich im südöstlichen Randbezirk der Innenstadt und gehört zum Stadtbezirk Viewegs Garten-Bebelhof.

## Orgel

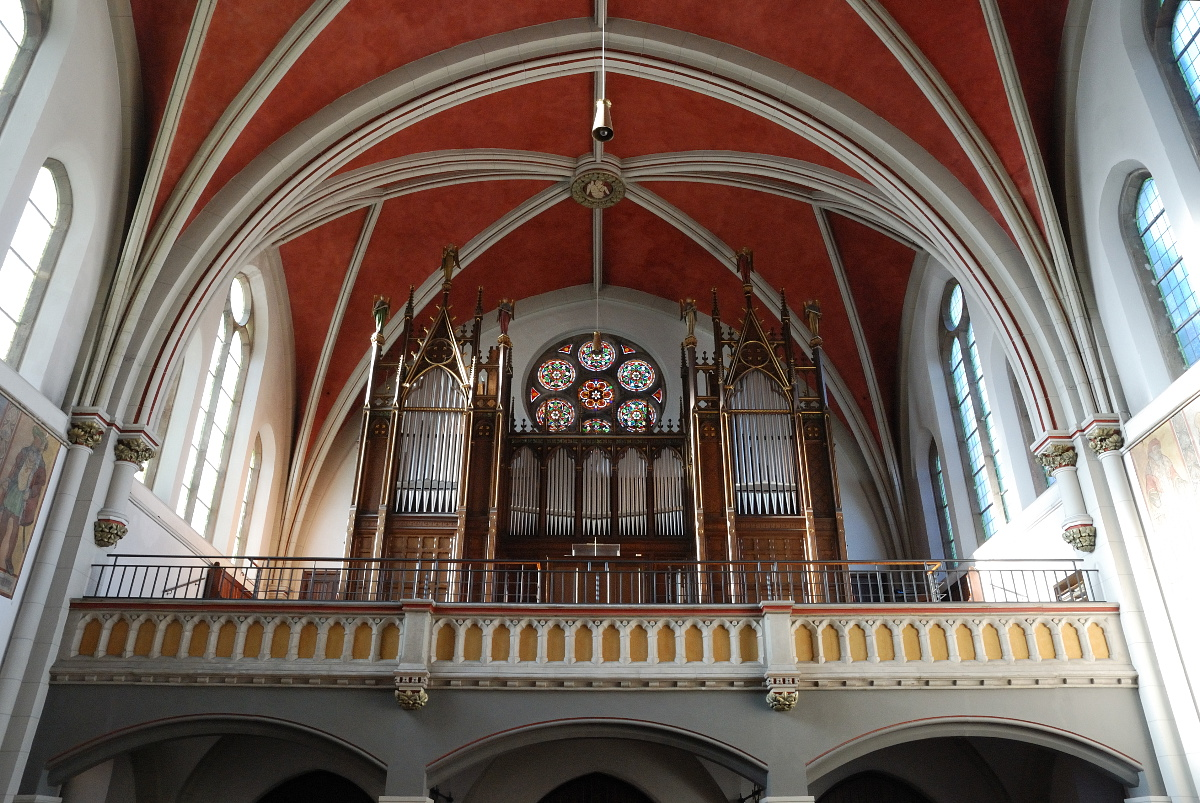
Orgel von 1905

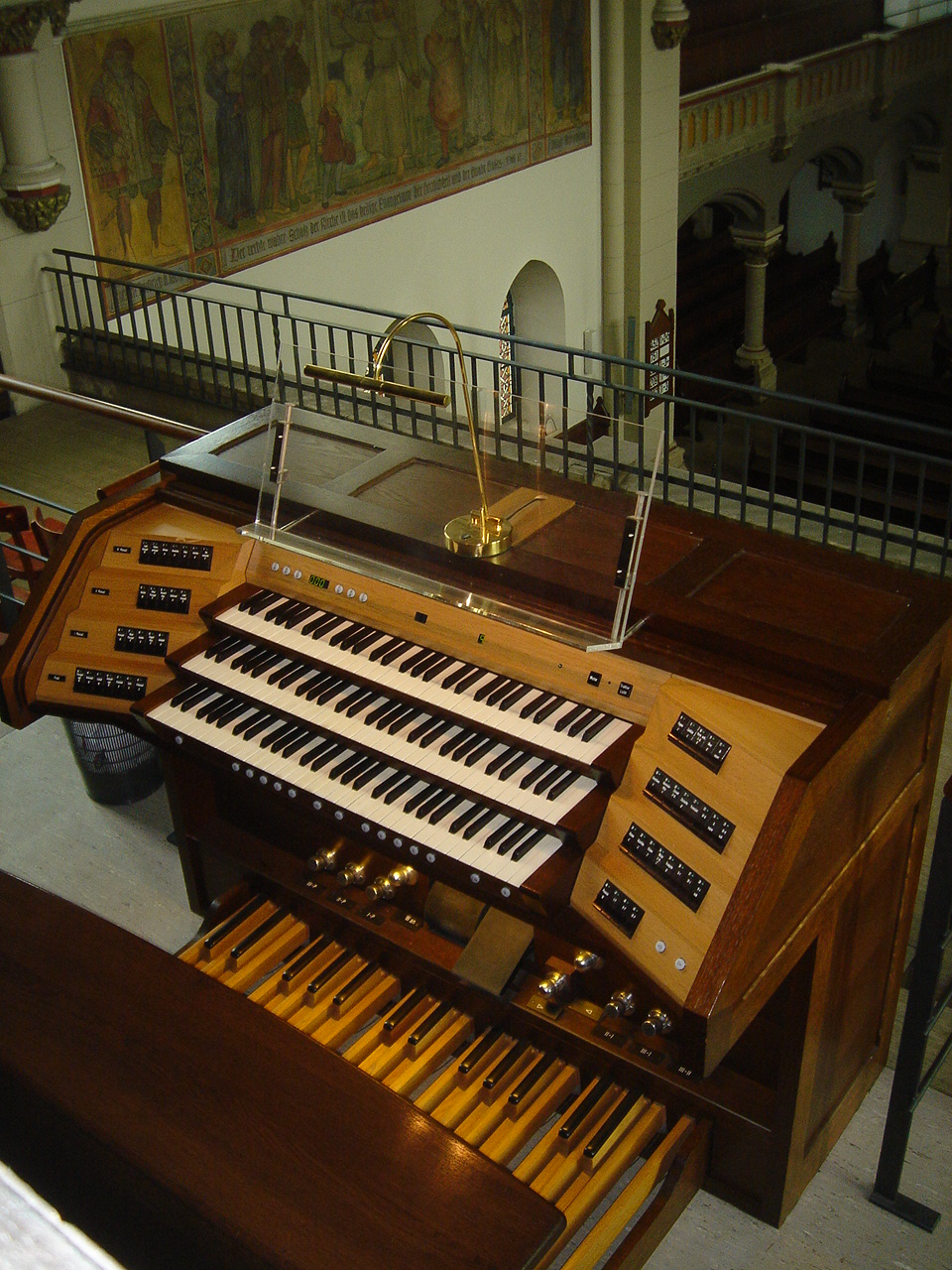
Spieltisch der Orgel in St. Johannis

Die heutige Orgel wurde im Jahr 1905 von P. Furtwängler & Hammer in spätromantischer Tradition gebaut. Der neugotische Prospekt wird von zwei Seitentürmen mit spitzbogigem Pfeifenfeldern zwischen Eckpilastern beherrscht. Ein niedriges Flachfeld lässt den Blick auf die Fensterrosette frei. Die Türme haben Dreiecksgiebel mit Vierpass und werden mit Fialen und bekrönenden Engelfiguren verziert. Das Instrument mit pneumatischen Kegelladen ist weitgehend erhalten und verfügt über 38 Register, die auf drei Manuale und Pedal verteilt sind. Im Zuge einer Restaurierung wurde im Jahr 2005 ein neuer elektrischer Spieltisch mit moderner Setzeranlage eingebaut, 2013 der Manualumfang auf fünf Oktaven erweitert. Die Disposition der Denkmalorgel lautet wie folgt:
| I Manual C–c4  |     |
| Principal      | 16′ |
| Majorprincipal | 8′  |
| Gamba          | 8′  |
| Doppelflöte    | 8′  |
| Gedackt        | 8′  |
| Oktave         | 4′  |
| Rohrflöte      | 4′  |
| Oktave         | 2′  |
| Mixtur III–V   | 2′  |
| Trompete       | 8′  |

| II Manual C–c4   |     |
| Bordun           | 16′ |
| Minorprincipal   | 8′  |
| Konzertflöte     | 8′  |
| Salizional       | 8′  |
| Lieblich Gedackt | 8′  |
| Gemshorn         | 4′  |
| Harmonieflöte    | 4′  |
| Cornett III–IV   | 4′  |
| Clarinette       | 8′  |
| Tremulant        |     |

| III Manual C–c4          |     |
| Lieblich Gedackt         | 16′ |
| Flötenprincipal          | 8′  |
| Bordun                   | 8′  |
| Quintatön                | 8′  |
| Viola                    | 8′  |
| Aeoline                  | 8′  |
| Vox Coelestis            | 8′  |
| Fugara                   | 4′  |
| Zartflöte                | 4′  |
| Harmonia Aetheria III–IV |     |
| Oboe                     | 8′  |

| Pedal C–f1   |     |
| Principalbaß | 16′ |
| Violonbaß    | 16′ |
| Subbaß       | 16′ |
| Gedacktbaß   | 16′ |
| Octavbaß     | 8′  |
| Cello        | 8′  |
| Flötenbaß    | 8′  |
| Posaune      | 16′ |